# Дингаан

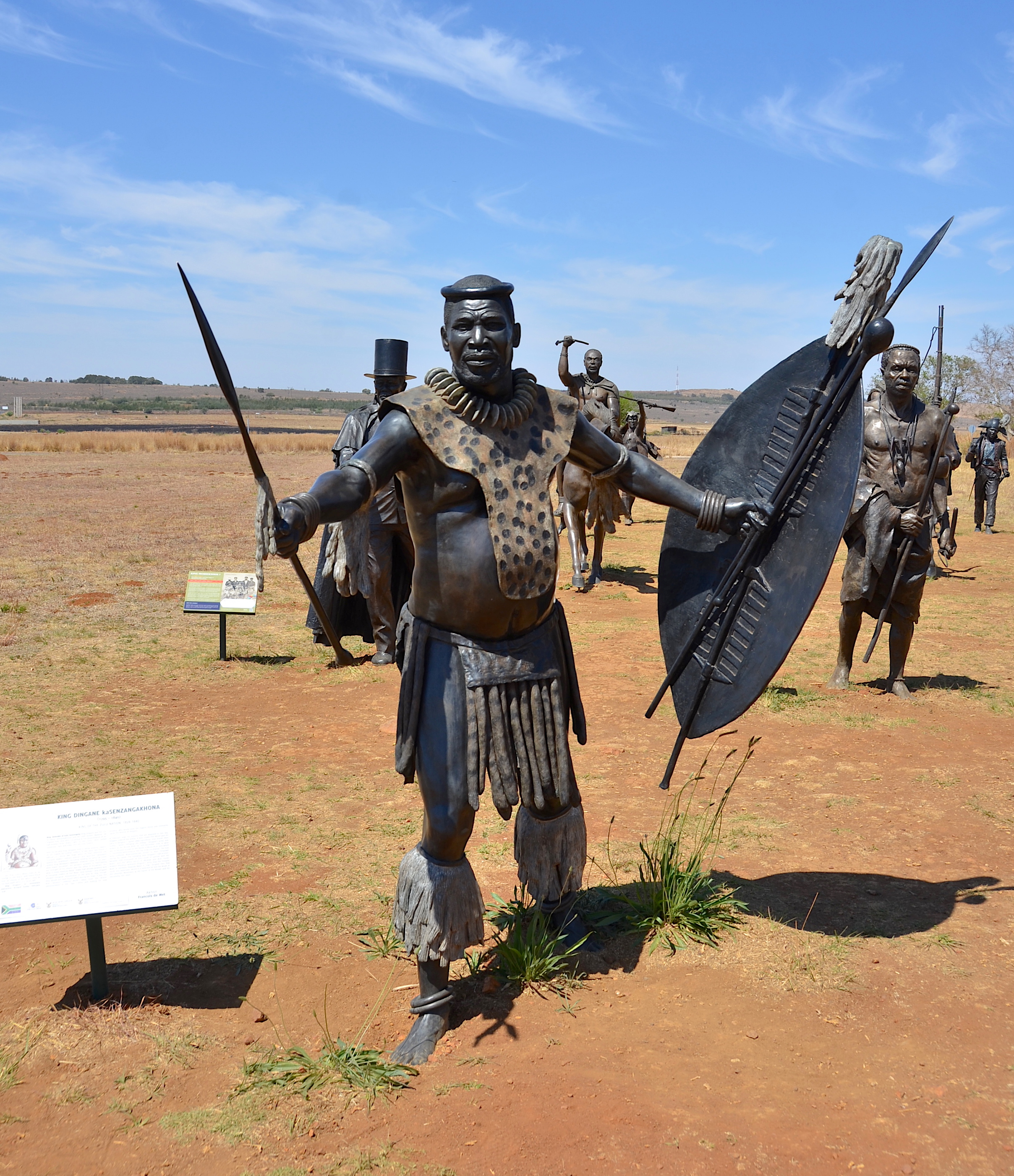

Дингаан (Дингане; зулу Dingane kaSenzangakhona; 1795—1840) — инкоси (верховный правитель) зулусов в 1828—1840 годах.

## Приход к власти
Дингане был одним из сыновей зулусского вождя Сензангаконы, единокровным братом Чаки и Мпанде.
В 20-х годах XIX века, когда деспотический способ правления Чаки стал вызывать недовольство среди зулусов, Дингане стал одним из инициаторов заговора против своего брата. Заручившись поддержкой индуны ( управляющего ) королевского крааля Мбопы и своего сводного брата Мхланганы, он дождался удобного момента для устранения Чаки. Осуществить это оказалось нетрудно, так как Чака считал, что в охране нуждаются только слабые и неуверенные правители и поэтому не имел никакой личной стражи. Вдобавок Мбопа, пользуясь своими полномочиями управляющего королевским краалем, подстроил всё так, что в момент нападения около Чаки не оказалось никого, кто бы мог помочь ему отбиться от убийц. Пользуясь этим, трое заговорщиков (сам Дингане, Мхлангана и Мбопа) вечером 22 сентября 1828 года убили верховного правителя зулусов. Так, избавившись от своего предшественника, Дингане был провозглашен новым инкоси (королём). Через короткое время, утвердив свою власть, Дингане приказал убить обоих своих соучастников убийства Чаки.

## Политические реформы
Придя к власти, первым делом Дингане занялся смягчением жестоких порядков, введенных его предшественником Чакой. Он частично ослабил контроль над жизнью зулусских общинников. Теперь амабуто (военно-охотничье-трудовые формирования из молодых людей одной возрастной группы) стали собираться лишь на полгода, и молодые воины получили право обзаводиться семьей и основывать своё собственное домохозяйство. Звание и должность индуны (старейшины и должностного  лица) стало передаваться по наследству. Все решения правитель страны зулусов теперь мог принять только после совещания со своими индунами и главами влиятельных территориально-родовых объединений.
Однако Дингане все же не хватало военных и лидерских качеств Чаки и ряд вождей, ранее подчинявшихся Чаке, восстали против него. Ряд вождей, попавшие в немилость Дингане, например, вождь Сигнабани, бежали из страны зулусов. Те подданные Сигнабани, которые не смогли бежать вместе с ним, были по приказу Дингане окружены воинами  и перебиты. Разногласия внутри зулусского государства усугубились вооруженным конфликтом с новоприбывшими фоортреккерами.

## Война с бурами
На время правления Дингане пришлось переселение африканеров (буров) из восточных районов Капской колонии на земли сопредельных африканских народов, вошедшего в историю под названием «Великий трек». Территории зулусов привлекали переселенцев мягким климатом, удобным выходом к морю, обширными пастбищами и своим плодородием. С конца 1837 г. началась кровавая и упорная борьба африканеров и зулусов за право жить на этой земле. В феврале 1838 года Дингане заманил в ловушку и убил одного из предводителей бурских переселенцев (треккеров) Питера Ретифа с товарищами, зулусы также уничтожили в нескольких стычках около 400 бурских фермеров.
В свою очередь, прекрасно вооружённый бурский отряд под командованием Андриса Преториуса в сражении при реке Инкоме (называемой с тех пор Кровавой) 16 декабря 1838 года наголову разгромил войско Дингане. Зулусы потеряли только убитыми более 3000 человек (из общего числа свыше 10 000 воинов), у буров же оказалось лишь трое раненых, в том числе и сам Преториус.
Вслед за этим буры заняли оставленную Дингане столицу — крааль Мгунгундлову и сравняли его с землёй, на соседних холмах ими были найдены и похоронены останки П. Ретифа и некоторых других убитых буров. После понесенного тяжёлого поражения Дингане вынужден был пойти на заключение соглашения о мире 23 марта 1839 г., по которому зулусы отказывались от всех территорий к югу от реки Тугелы. На захваченных землях переселенцы-африканеры основали короткоживущую республику Наталь, которая через несколько лет была аннексирована британскими властями. Военные поражения и уступка бурам земель значительно ослабили авторитет Дингане среди зулусов.  Воспользовавшись этим, в 1840 г. брат Дингане — Мпанде, поддерживаемый бурами, изгнал его из страны и был объявлен новым инкоси зулусов. Дингане бежал в Свазиленд, где был убит.

## Память
День разгрома зулусов 16 декабря долгие годы отмечался в ЮАР как государственный праздник — День Ковенанта или День Дингаана. В свою очередь, в 1929 году защищавшая права цветных Лига прав африканцев объявила День Дингаана «днём смотра сил единого национального фронта в память о героическом сопротивлении зулусов колонизаторам».